# آيت بويحيى الحجامة
آيت بويحيى الحجامة (بالإنجليزية: AIT BOUYAHYA EL HAJJAMA)‏ هي قرية ريفية تابعة لإقليم الخميسات ضمن جهة الرباط سلا القنيطرة بالمغرب. بلغ مجموع عدد سكان آيت بويحيى الحجامة حسب إحصاءات 2004 حوالي 5514 نسمة يعيشون في 1066 أسرة.